# Christian Vegger
Anders Christian Bugge Vegger (28. oktober 1915 i Kousted, Randers Amt – 15. september 1992) var en dansk officer, hærchef og modstandsmand.
Han var søn af gårdejer P.B. Vegger (død 1957) og hustru Clara f. Thomsen (død 1934), blev student fra Randers Statsskole 1935, gik ind i Hæren og avancerede hurtigt. Han blev premierløjtnant i infanteriet 1940. Han gik under jorden i forbindelse med Operation Safari, og 1. november 1943 flygtede han til Sverige, hvor han fra 15. februar 1944 indgik i Den Danske Brigade (1. bataljon, 2. kompagni). Under Brigadens fremrykning i København 6. maj 1945 blev Vegger ramt af et skud i kinden og såret.
Efter krigen blev han kaptajnløjtnant 1946, var på dansk generalstabskursus 1948-49, Søværnets stabskursus 1949-50 og blev kaptajn 1949. Dernæst var Vegger, som var udset til lovende højstående officer, på generalstabskursus på Fort Leavenworth, USA 1950-51, sektionschef i Hærstaben 1951-53, kompagnichef ved Sjællandske Livregiment 1953-55, lærer i taktik ved generalstabskursus 1955-58 og blev oberstløjtnant 1956. Han var bataljonschef ved Fynske Livregiment 1958-61, chef for Hærstabens Operationsafdeling 1961-64, blev oberst 1963, chef for region I og Dronningens Livregiment 1964, formand for Hærens Samarbejdsudvalg fra 1967, generalmajor samme år, chef for Hærstaben 1967 og chef for Hæren 1972. Han sluttede sin karriere som generalløjtnant og chef for Enhedskommandoen og Forsvarets Operative Styrker 1976-80.
Han blev ved sin afgang Kommandør af 1. grad af Dannebrogordenen og bar Kong Frederik IX's Mindemedalje og Reserveofficersforeningens Hæderstegn.
Han gennemførte siden et intensivt oplysningsarbejde for at fremme forsvarets sag. Vegger har bl.a. skrevet "Udviklingen af Forsvarskampens taktiske principper" i Danmark efter Anden Verdenskrig (1989). Desforuden fortsatte han som aktiv soldat i endnu en årrække, men nu som frivillig menig i Hjemmeværnet i Nordjylland.
Han blev gift 18. oktober 1946 med Kirsten Mengel (født 2. oktober 1920 i Odense), datter af klædefabrikant, konsul Aage Mengel og hustru Gisela f. Brandt.